# Rathaus Leer (Ostfriesland)

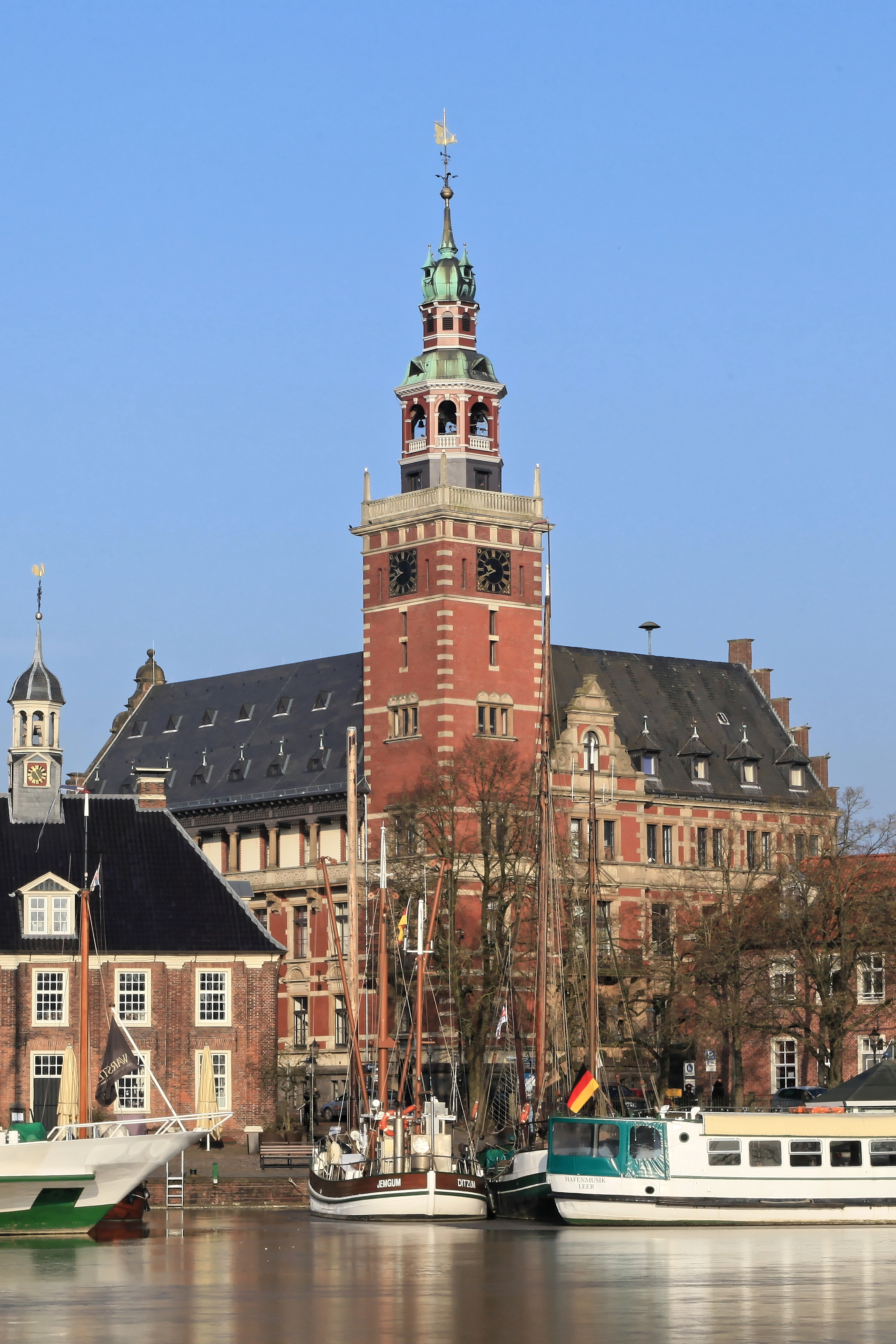
Das Rathaus von der Hafenseite

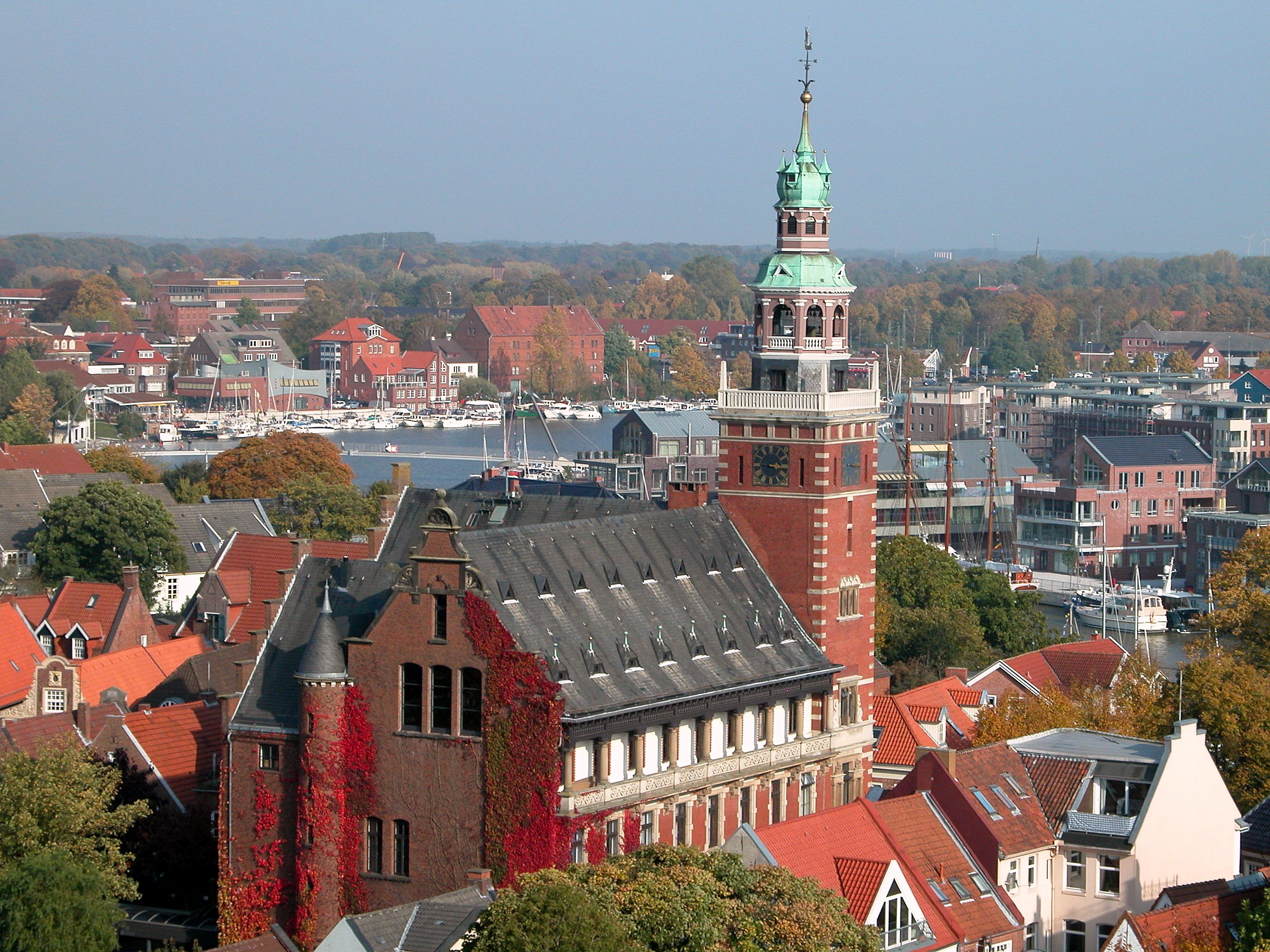
Rathaus in Leer von Südwesten

Das Rathaus Leer ist eines der Wahrzeichen von Leer und Sitz der Stadtverwaltung. Das Gebäude mit seinem hohen Eckturm wurde 1894 im Stil des Historismus fertiggestellt.

## Geschichte
Bedingt durch die wirtschaftliche Entwicklung der Stadt sowie den Bau der Eisenbahnstrecke von Emden über Leer nach Rheine wuchs die Zahl der Beschäftigten der Stadtverwaltung an, so dass ein Neubau erforderlich wurde. Möglich gemacht war der Neubau auch durch das Testament von Bernhard August Schelten (1840–1881), das die Stadt zur Alleinerbin machte. Etwa 44 % der späteren Bausumme wurde durch die Stiftung von Schelten gedeckt. Zum Neubau wurde ein Planungswettbewerb ausgeschrieben, auf den sich 31 Architekten bewarben. Als Preisrichter fungierte u. a. Paul Wallot. Den Zuschlag erhielt der Entwurf des Architekten Karl Henrici. Das Rathaus wurde von 1889 bis 1894 erbaut und am 29. Oktober 1894 eingeweiht. Die Bausumme belief sich auf 387.646 Mark.
Seit 2015 wurden Sanierungs- und Sicherungsmaßnahmen an den Fassaden in zwei Bauabschnitten durchgeführt, bei denen es sich herausstellte, dass vor allem die Steinverzierungen aus Weiberntuff erhebliche Schäden aufweisen, sodass einzelne Elemente abgetragen und durch einen Steinmetz ersetzt werden mussten. Die Sanierungsarbeiten begannen 2015 am Turm, an dem Fassaden- und Dachdeckerarbeiten durchgeführt und die ursprüngliche Farbgebung wiederhergestellt wurden. Zudem wurden das gesamte Carillon wieder spielbar gemacht und die Wetterfahne neu vergoldet. 2019/2020 schlossen sich Maßnahmen an den Satteldächern und Fassaden der nördlichen und westlichen Gebäudetrakte an, wo schadhafter Tuff- und Sandstein ersetzt wurde. Die Malerarbeiten an Fenstern, Türen und Gesimsen stellten die ursprüngliche rote Farbfassung wieder her.
In der Liste der Baudenkmale in Leer ist das Rathaus als Einzeldenkmal mit der Erfassungsnummer 35658677 bzw. 45701300253 und als Teil der Baudenkmalgruppe Ensemble Rathausstraße verzeichnet.

## Architektur

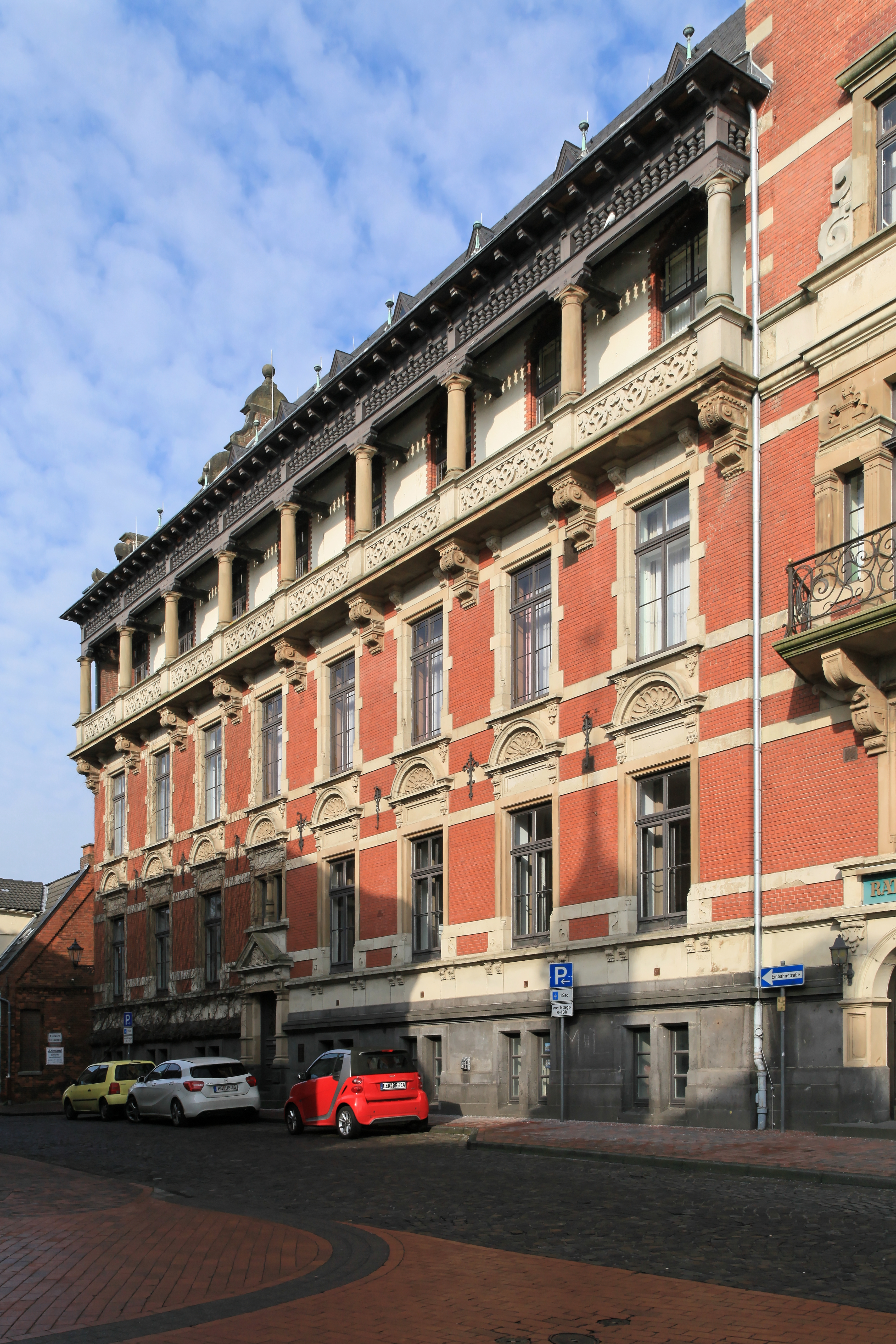
Westtrakt mit Säulengalerie

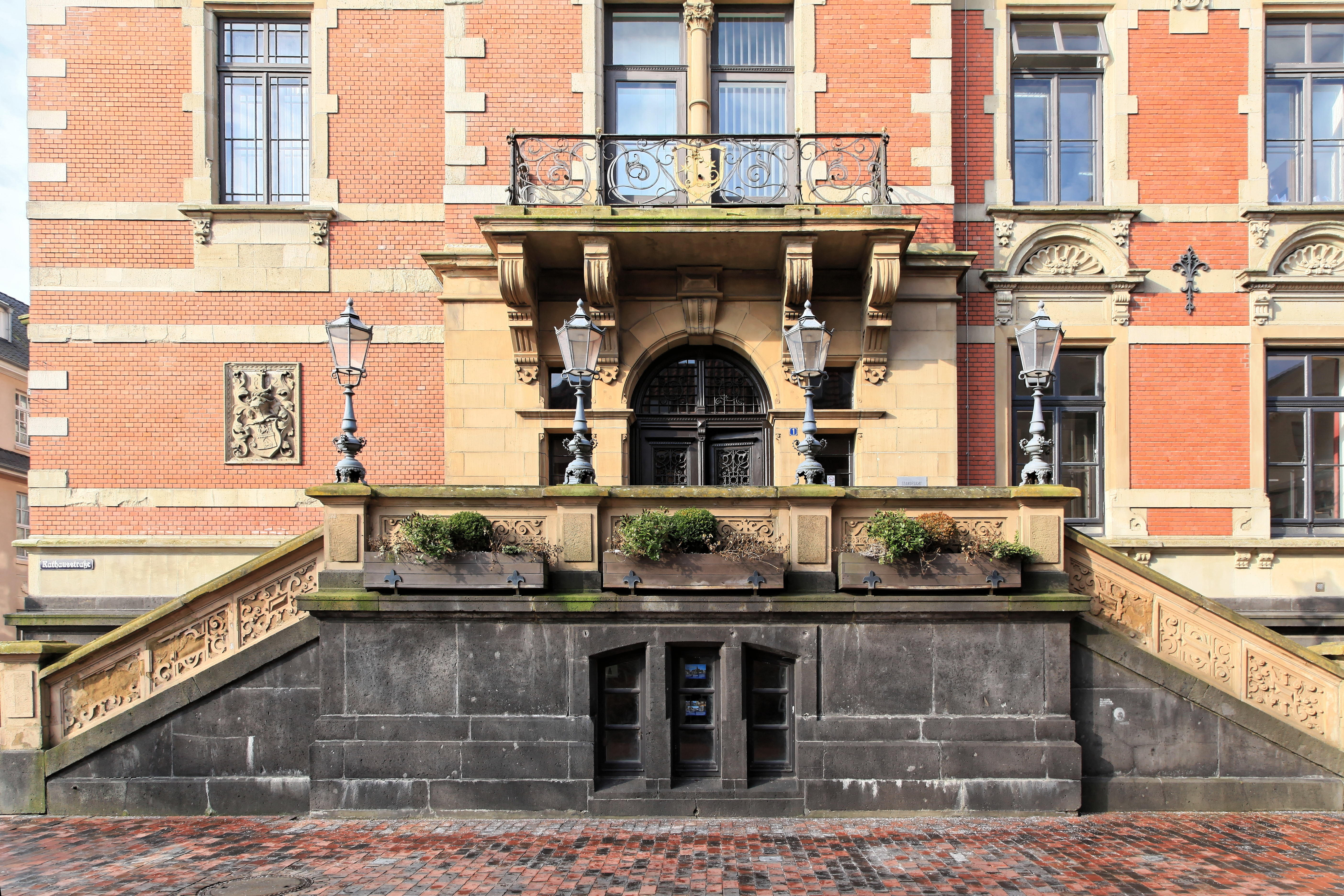
Aufwendig gestaltetes Ostportal mit Außentreppe und Balkon

Das Rathaus ist an der Straßenkreuzung Königstraße/Rathausstraße in der Leeraner Altstadt gegenüber der Alte Waage westlich des Hafens errichtet. Im Stil repräsentativer flandrinischer Rathäuser mit hohem Belfried wurde roter Backstein mit Gliederungselementen aus hellem Werkstein verwendet. Der winkelförmige Bau wird durch den Eckturm auf quadratischem Grundriss geprägt. Der Turmschaft mit Eckquaderung wird durch umlaufende Gesimsbänder gegliedert. Unter der Balustrade sind an den vier Seiten die großen Zifferblätter der Turmuhr angebracht. Über der Aussichtsplattform, die eine Höhe von 28,4 Metern erreicht, erhebt sich der zweigeschossige, oktogonale Helmaufbau mit einer offenen Laterne, die ein Carillon beherbergt. Das verjüngte Obergeschoss mit kupfernem Kugeldach, dem vier kleine Gauben mit Kugelspitze aufgesetzt sind, wird von einer Spitze mit einer Turmkugel und einem vergoldeten Schiff als Windrichtungsgeber bekrönt. Insgesamt erreicht der Turm eine Höhe von 50,4 Metern.
Die dreigeschossigen Gebäudetrakte im Norden und Westen werden über einem hohen Sockelbereich durch helle profilierte Gesimse, umlaufende Bänder und gleichmäßige Fensterreihungen mit hochrechteckigen Gewänden gegliedert. Die Felder über den Fenstern im ersten Geschoss sind mit einer Muschelform unter einem Rundbogen verziert. Im westlichen Flügel weist das dritte Obergeschoss mit seiner offenen Säulengalerie über Konsolsteinen mit Voluten auf flämischen Einfluss hin und hat durch die hellen Mauern und roten Gewände invertierte Farben. Das Satteldach des Westtrakts ist mit zahlreichen Gauben in zwei Reihen bestückt. Der Westgiebel ist als Schweifgiebel ausgeführt und hat einen halbrunden Treppenturm. Am westlichen Ende schließt sich nach Norden ein kurzer Querbau mit Staffelgiebel an. Der nördliche Trakt ist kürzer als der westliche. Der südliche Bereich mit dem repräsentativen Ostportal ist als Seitenrisalit aufwendig gestaltet. Die zweiläufige Außentreppe führt zum Portal, über dem ein Balkon über vier mächtigen Konsolsteinen angebracht ist. Der Giebel des Risalits ist mit Voluten, Pilaster mit Architrav und einem kleinen Dreiecksgiebel verziert. Das Satteldach des Nordflügel ist mit vier Gauben besetzt und hat im Norden einen Staffelgiebel.

## Ausstattung

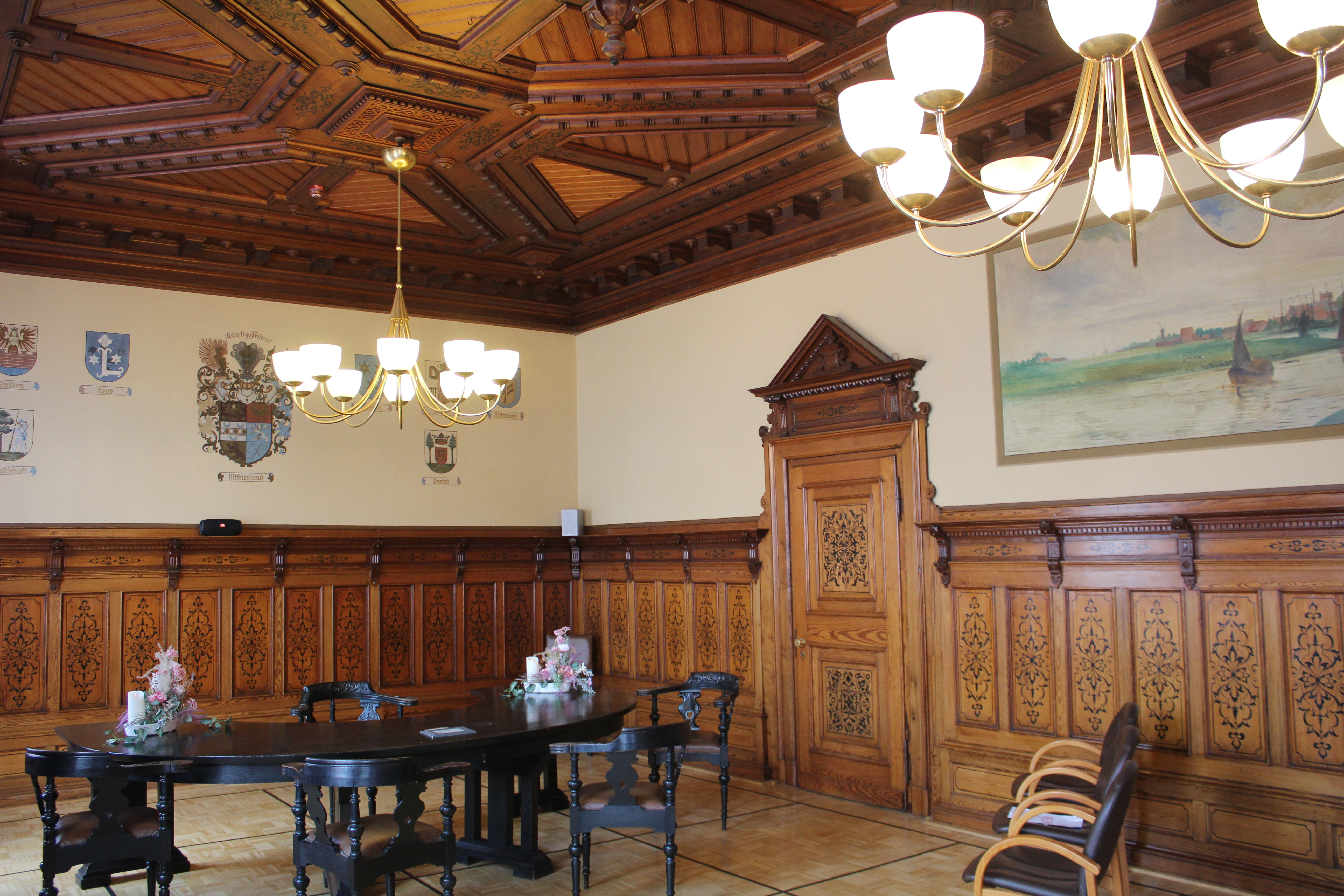
Kleiner Festsaal

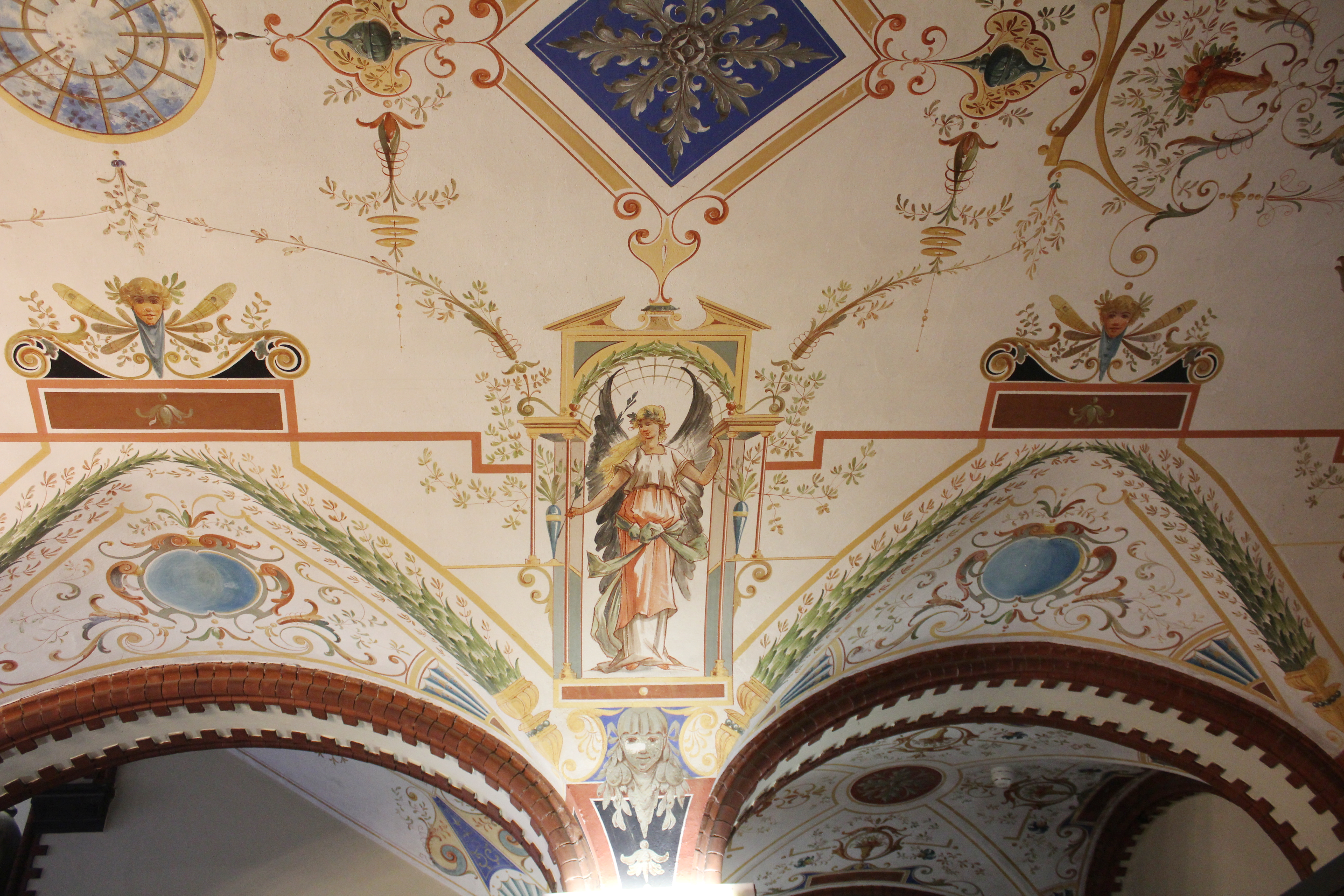
Gewölbemalereien im Eingangsbereich

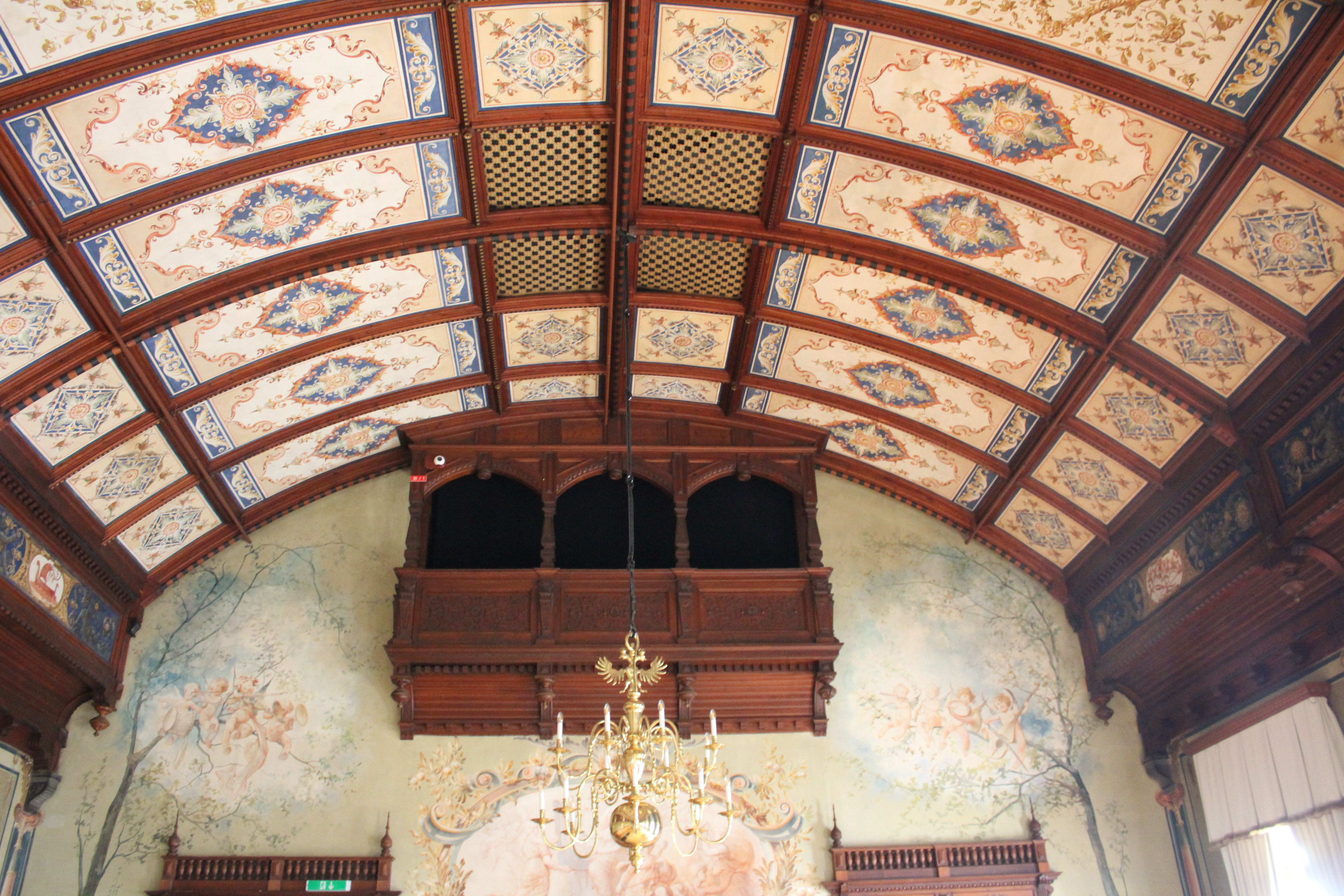
Großer Festsaal mit Blick auf die Empore

Die Eingangshalle, die Fest- und Sitzungsräume sowie das Treppenhaus wurden durch den Stuttgarter Maler Robert Heinrich Nachbauer (* 1908) aufwendig ausgemalt. Im Eingangsbereich finden sich allegorische Figuren und Grotesken im Stil der Renaissance. Wände und Gewölbe haben figürliche und ornamentale Malereien und sind mit Blatt- und Rankenornamenten verziert. Die Türen haben profilierte Holzumrahmungen mit Architrav und Dreiecksgiebel und sind mit Beschlagwerk verziert. Der kleine Festsaal im ersten Obergeschoss ist in der unteren Wandhälfte und an der Decke mit Holz vertäfelt. Er dient unter anderem als Trauzimmer. Der große Festsaal im zweiten Obergeschoss wird für Sitzungen und Empfänge genutzt. Er wird von einer flachen Holztonne mit kassettierten bemalten Füllungen überwölbt. Der untere Bereich der Wände ist holzvertäfelt. Die drei Stichbogenfenster an der Westseite werden von Malereien flankiert, die zwei tanzende, rosafarbene Frauengestalten darstellen. Die Ostseite zeigt ebenfalls Malereien, zentral in einem ovalförmigen Medaillon, das von Ranken- und Rollwerk gebildet wird, eine Gruppe von Musikern. Außen stehen zwei Bäume, auf deren Ästen vier musizierende Engel-Putten sitzen. Unterhalb der Decke ist eine hölzerne Musikerempore mit drei stichbogenförmigen Öffnungen angebracht.